# Рыбный фарш
Рыбный фарш — рыбный продукт и полуфабрикат для производства различных кулинарных изделий (рыбных колбас, сосисок, котлет, фрикаделек, фаршированной рыбы, начинок для пирогов, запеканок, пельменей). Рыбный фарш готовят из таких видов рыб, как минтай, сайда, хек, путассу, налим, марлин, пристипома, а также треска, терпуг, ставрида, камбала, морской окунь, тунец, акулы, а также из маломерных нежирных рыб. Приготовление рыбного фарша считается перспективной технологией с точки зрения рационального использования океанических рыб, труднореализуемых в виде традиционных, привычных для населения продуктов. В советской рыбной промышленности вырабатывались «Особый фарш мороженый» (с промывкой продукта водой) и «Фарш мороженый» (без промывки). Фарш первого вида имеет цвет от белого до светло-серого, второго — от светло-серого до серого. Из рыбного фарша готовят такие кулинарные изделия, как рыбные колбасы, рыбные сосиски и хлебцы, студень и рыбацкий зельц из голов осетровых, жареные рыбные котлеты и тефтели.

## Производство фарша
Централизованное производство рыбного фарша допускается в холодное время года и при наличии холодильного оборудования и рефрижераторного транспорта, так как фарш быстро обсеменяется микроорганизмами и имеет ограниченный срок хранения. На производство рыбного фарша направляют охлаждённую рыбу по качеству не ниже первого сорта в стадии окоченения или сразу после окоченения. Переработка мороженой рыбы на фарш допускается, но считается менее целесообразной. Рыбу промывают в чистой морской или пресной воде температурой 10 °C для удаления с поверхности слизи и возможных загрязнений, вслед за чем проводится машинная или ручная разделка с удалением головы с плечевыми костями, плавников и внутренностей.
После промывки и стекания воды разделанную рыбу измельчают с добавлением чистой пресной или морской воды сначала на рыбных сепараторах — неопрессах, затем полученную массу подвергают тонкому измельчению в специальных измельчительных устройствах. Пульпу затем подают дважды на промывку водой в баки из нержавеющей стали с механической мешалкой. Благодаря этой процедуре из фарша удаляют водорастворимые белки, небелковые азотистые вещества и минеральные соли, ухудшающие упруго-эластические свойства фарша, его способность удерживать влагу и стойкость при последующем хранении. Воду из фарша удаляют на водоотделительных устройствах, фарш отжимают на шнековом прессе или центрифуге до остаточного содержания в нём влаги не выше 86 %. Перед фасовкой в фарш добавляют стабилизирующие вещества: смесь поваренной соли, сахара и лимоннокислого натрия или смесь полифосфата натрия и сахара или смесь сахара и соли. Фарш тщательно перемешивают, фасуют в пакеты из полимерных материалов массой до 12 кг и замораживают в металлических противнях с подпрессовкой при температуре −30 °C до температуре в толще блока не выше —18 °C. Выход рыбного фарша составляет 20—22 % от массы целой рыбы или 75—76 % от массы обезглавленной потрошёной рыбы.